# Tobias Menzies
Tobias Simpson Menzies (* 7. března 1974 Londýn, Anglie) je britský televizní, filmový a divadelní herec. Proslavil se rolí Bruta v seriálu stanice HBO Řím, rolí Edmura Tullyho v seriálu Hra o trůny a dvojrolí Franka a Johathana Randallových v seriálu Cizinka, za které získal nominaci na Zlatý glóbus. Objevil se také ve třetí a čtvrté řadě úspěšného seriálu Netflixu The Crown.

## Životopis
Narodil se v severním Londýně jako syn učitelky a producenta BBC.
Navštěvoval uměleckou školu Perry Court Rudolf Steiner School v Canterbury, kde byl trénován v takzvaném Steinerově systému, což zahrnuje pohyb, zpěv a hru na hudební nástroj. Poté chodil na Frensham Heights School v Surrey, ve stejné době jako herci Hattie Morahan a Jim Sturgess. V roce 1993 přešel do divadelní společnosti ve Stratfordu nad Avonou, kde také studoval na královské akademii dramatických umění a v roce 1998 získal bakalářský titul.

## Filmografie

### Film
| Rok  | Titul                                | Role                   | POznámky            |
| ---- | ------------------------------------ | ---------------------- | ------------------- |
| 1998 | The Audition                         |                        | krátkometrážní film |
| 2000 | Život v hrsti                        | John                   |                     |
| 2002 | The Knowledge                        | David                  | krátkometrážní film |
| 2004 | Piccadilly Jim                       | Reg                    |                     |
| 2004 | Hledání Země Nezemě                  | majitel divadla        |                     |
| 2005 | Poslední kat                         | Llewelyn               |                     |
| 2006 | Casino Royale                        | Villiers, asistent M   |                     |
| 2007 | Pokání                               | námořní důstojník      |                     |
| 2009 | Jackboots on Whitehall               | kapitán English (hlas) |                     |
| 2010 | The Duel                             | Von Koren              |                     |
| 2010 | Forget Me Not                        | Will                   |                     |
| 2011 | The Door                             | muž s labutími křídly  | krátkometrážní film |
| 2011 | Vrtěti ženou                         | pan Squyers            |                     |
| 2012 | Nora                                 | Richard                | krátkometrážní film |
| 2014 | The Birthday Gift                    | David                  | krátkometrážní film |
| 2014 | Černé moře                           | Lewis                  |                     |
| 2014 | Off the Page: Groove Is in the Heart | Mark                   | krátkometrážní film |
| 2016 | Una                                  | Mark                   |                     |
| 2016 | Underworld: Krvavé války             | Marius                 |                     |
| 2016 | The Velvet Abstract                  | vypravěč               | krátkometrážní film |
| 2019 | Carmilla                             | rodinný lékař          |                     |

### Televize
| Rok             | Titul                          | Role                                        | POznámky                                         |
| --------------- | ------------------------------ | ------------------------------------------- | ------------------------------------------------ |
| 1998-2000       | Casualty                       | Frank Gallagher                             | 11 dílů                                          |
| 2000            | Zeměpisná délka                | sekretář Edmunda Halleyho                   | TV film                                          |
| 2000            | Summer in the Suburbs          | školní psycholog                            | TV film                                          |
| 2000            | Vraždy v Midsomeru             | Jack Dorset                                 | díl: „Soudný den“                                |
| 2002            | Uprchlíci                      | policista                                   |                                                  |
| 2002            | I Saw You                      | Vince                                       | minisérie, 3 díly                                |
| 2002            | Ultimate Force                 | Box 500                                     | 3 díly                                           |
| 2002            | Foyleova válka                 | Stanley Ellis                               | díl: „Bílé pírko“                                |
| 2005            | A Very Social Secretary        | Keith                                       | TV film                                          |
| 2005–2007       | Řím                            | Marcus Iunius Brutus                        | hlavní role, 17 dílů                             |
| 2007            | Vyznání Anny Elliotové         | William Elliot                              | TV film                                          |
| 2007            | The Relief of Belsen           | Derrick Sington                             | TV film                                          |
| 2008            | Fairy Tales                    | Aidee                                       | díl: „The Empress's New Clothes“                 |
| 2008            | Hledači kostí                  | Scott Wilson                                | díl: „Follow the Gleam“                          |
| 2009            | Případy advokáta Kingdoma      | David Morston                               | díl 3.6                                          |
| 2009            | Pulling                        | Stephan                                     | díl 3.0                                          |
| 2009            | MI5                            | Andrew Lawrence                             | 2 díly                                           |
| 2010            | The Deep                       | Raymond                                     | 5 dílů                                           |
| 2010            | Any Human Heart                | Ian Fleming                                 | 2 díly                                           |
| 2011            | Hranice stínu                  | Ross McGovern                               | hlavní role, 5 dílů                              |
| 2012            | Eternal Law                    | Richard Pembroke                            | hlavní role, 9 dílů                              |
| 2012            | Simon Schama: Shakespeare a my | Jindřich V.                                 | minisérie, dokument                              |
| 2012            | Secret State                   | Charles Flyte                               | díl 1.1                                          |
| 2012            | Je to soda                     | Simon Weir                                  | díl 4.6                                          |
| 2012            | Getting On                     | Dr. Tom Kersley                             | 3 díly                                           |
| 2013            | Pán času                       | poručík Stepashin                           | díl: „Studená válka“                             |
| 2013            | Černé zrcadlo                  | Liam Monroe                                 | díl : „Medvídek Waldo"                           |
| 2013–2016, 2019 | Hra o trůny                    | Edmure Tully                                | 9 dílů                                           |
| 2014            | Silent Witness                 | Greg Walker                                 | 2 díly                                           |
| 2014            | Puppy Love                     | Alexander                                   | díl 1.1                                          |
| 2014            | Ctihodná žena                  | Nathaniel Bloom                             | minisérie, 3 díly                                |
| 2014–2018       | Cizinka                        | Frank Randall/Jonathan „Black Jack“ Randall | hlavní role (24 dílů)                            |
| 2015–dosud      | Catastrophe                    | Dr Kenneth Harries                          | 4 díly                                           |
| 2016            | Noční recepční                 | Geoffrey Dromgoole                          | minisérie, 5 dílů                                |
| 2016            | The Circuit                    | Sasha                                       | TV film                                          |
| 2017            | Star Wars Povstalci            | Tiber Saxon (hlas)                          | 2 díly                                           |
| 2018            | The Terror                     | James Fitzjames                             | minisérie, hlavní role                           |
| 2018            | Král Lear                      | Hrabě z Cornwallu                           | TV film                                          |
| 2019–2020       | Koruna                         | Princ Philip                                | hlavní role (3.- 4. série)                       |
| 2021            | Moderní láska                  | Van                                         | díl: „Druhé objetí, s otevřenýma očima i srdcem" |
| 2024            | Po atentátu                    | Edwin Stanton                               | minisérie                                        |

## Ocenění a nominace
| Rok  | Ocenění              | Kategorie                                                                         | Nominovaná práce | Výsledek |
| ---- | -------------------- | --------------------------------------------------------------------------------- | ---------------- | -------- |
| 2003 | Ian Charleson Awards | Cena za nejlepší herecký výkon v klasické hře pro herce mladšího třiceti let      | Tři sestry       | nominace |
| 2015 | Cena Saturn          | Nejlepší televizní herec                                                          | Cizinka          | nominace |
| 2016 | Zlatý glóbus         | Nejlepší mužský herecký výkon ve vedlejší roli v seriálu, minisérii nebo TV filmu | Cizinka          | nominace |